# Kiko Zambianchi
Kiko Zambianchi, nome artístico de Francisco José Zambianchi (Ribeirão Preto, 14 de outubro de 1960), é um cantor, guitarrista e compositor brasileiro.
É o compositor do hit "Primeiros Erros (Chove)", canção que tem ao menos 87 versões registradas e lista entre as 50 mais tocadas ao vivo nos últimos dez anos.

## Carreira
Começou a tocar guitarra na adolescência e participou de festivais estudantis e peças de teatro. Fez shows pelo Interior de São Paulo e formou a banda Vida de Rua. Aos 23 anos, mudou-se para São Paulo, onde foi contratado em um mês pela gravadora EMI.
Em 1985, Erasmo Carlos grava "Manchas e Intrigas" no álbum Erasmo Carlos, canção composta por Kiko.
Surgia para a mídia como cantor com o single "Rolam as Pedras".
Em um período de síndrome do pânico e solidão, compõe "Primeiros Erros (Chove)", que faria parte do álbum Choque e se tornaria seu maior hit. O sucesso começou com inserções em uma rádio líder de audiência do Grande ABC, depois espalhadas para outras emissoras até render clipe no programa Fantástico, da TV Globo.
Em 1989, lança uma versão para "Hey Jude" dos Beatles, que entra para a trilha da novela Top Model, da Globo.
Em 1996 foi indicado ao Prêmio APETESP de teatro pela melhor trilha com a peça "As Priscilas de Elvis" de Ana Ferreira. Dois anos depois, assinou a trilha sonora de “Da boca pra fora" de Marcelo Rubens Paiva.
Em 1995, Simony regrava a canção "Primeiros Erros (Chove)", que vira tema da novela global Cara e Coroa.
Em 1997, lança o CD KZ, em que faz releituras de si próprio e traz algumas composições inéditas.
Em 2000, foi convidado pela banda Capital Inicial para a gravação de seu Acústico MTV: Capital Inicial e foi um dos músicos convidados que participou de todo o álbum, no violão e no backing vocal. Inclusive, foi gravada uma versão da canção "Primeiros Erros (Chove)", lançada como single do álbum, que se tornaria um hit do Capital, tocada até hoje em shows da banda.
Entre 2011 e 2012, Kiko foi visto na série teen Julie e os Fantasmas, como Josias.
Em dezembro de 2017, participa da gravação do samba-punk “Cobra Criada”, de Bezerra da Silva, com a banda Armada.
A partir de 2017, a torcida do Flamengo aproveitou a melodia de "Primeiros Erros (Chove)" para exaltar a boa fase do time e faz uma versão chamada "Em Dezembro de 1981", que exalta a vitória sobre o Liverpool por 3 a 0 pelo Mundial de 1981. Em 2023, a versão foi eleita pelo jornal espanhol Marca como o melhor canto de torcida do mundo.
Em 2021, o norte-americano Derick Thompson, ex-vocalista da banda Strive, gravou uma versão em inglês de "Primeiros Erros (Chove)" chamada "First Mistakes", com quase 1 milhão de visualizações em oito meses de divulgação no Youtube.
Em 2 de agosto de 2022, lançou o single "Trees that fall", gravado em parceria com a cantora norte-americana Rose Short, o qual foi tema original da trilha sonora do curta-metragem Leaves, apresentado e premiado em festivais ao longo do ano de 2022.
Em 30 de março de 2022, a banda Capital Inicial gravou o DVD ao vivo Capital Inicial 4.0 e convidou Vitor Kley para participar da canção "Primeiros Erros (Chove)".
Em julho de 2023, grava o single “Bem Longe” com Abel Capella, que ganha um videoclipe dirigido por Roberto Giovannetti Pahim.
Em novembro de 2023, lança o single "Quero Viver a Vida", canção inspirada no período de isolamento da pandemia da Covid-19, gravada em Londres, na Abbey Road Studios.

## Discografia

### Álbuns de estúdio
- (1985) Choque
- (1986) Quadro Vivo
- (1987) Kiko Zambianchi
- (1989) Era das Flores
- (1997) KZ
- (2001) Disco Novo

### Álbuns ao vivo
- (2013) Acústico ao Vivo (gravado em 2010)

### DVDs
- (2002) Luau MTV: Kiko Zambianchi

## Vida pessoal
Entre os anos de 1985 e 1987 foi casado com Carolina Ferraz, na época bailarina, que depois se tornaria uma grande atriz da TV Globo.

É torcedor do Santos FC.